# Ken Casey

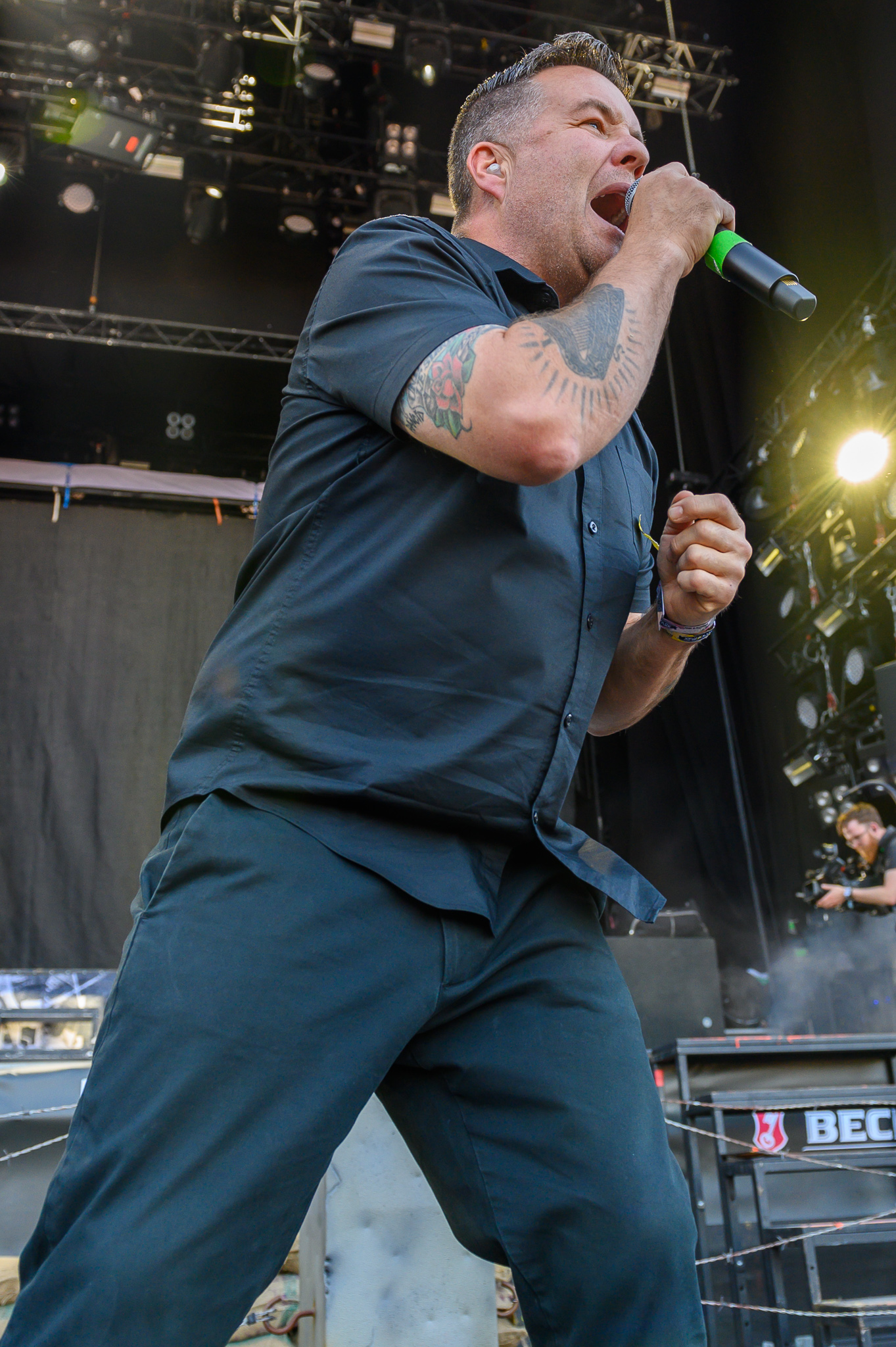
Ken Casey am Rock im Park 2019

Ken Casey (* 1969) ist der Bassist und Sänger der irisch-amerikanischen Band Dropkick Murphys.
1996 gründete er zusammen mit Rick Barton und Mike McColgan die Band, und ist heute das letzte noch in der Band aktive Gründungsmitglied.
Er ist für seine melodischen Gesangparts und sein Punkrockorientiertes Bassspiel bekannt.
Casey lebte lange Zeit in Hingham, Massachusetts, bis er schließlich mit seiner Familie nach Milton im selben Bundesstaat zog.
Der Dropkick-Murphys-Song Boys On The Docks ist Caseys Großvater John Kelly gewidmet, einem Gewerkschaftsarbeiter in der Mitte des zwanzigsten Jahrhunderts. Casey ist Besitzer des McGreevy's Third Base Saloon, einer Bar in der Back Bay von Boston, nahe dem Fenway Park. Diese ist "Nuf Ced" Michael T. McGreevy, dem Gründer der Royal Rooters, einem ehemaligen Fanclub der Boston Red Sox,  gewidmet.